# Eleccions legislatives de l'Equador
A continuació es presenten els resultats de les eleccions legislatives de la República de l'Equador, ordenats de més recent a més antic.

## Eleccions legislatives de 20 d'octubre de 2002
| Partits                                                        | Vots | % | Diputats |
| -------------------------------------------------------------- | ---- | - | -------- |
| Partido Roldosista Ecuatoriano                                 |      | . | 15       |
| Izquierda Democrática                                          |      | . | 13       |
| Partido Renovador Institucional de Acción Nacional             |      | . | 10       |
| Llista conjunta del PSP i el MUPP-NP                           |      | . | 6        |
| Movimiento Unidad Plurinacional Pachakutik - Nuevo País        |      | . | 5        |
| Democracia Popular-Unión Demócrata Cristiana                   |      | . | 4        |
| Movimiento Popular Democrático                                 |      | . | 3        |
| Sociedad Patriótica 21 de Enero                                |      | . | 2        |
| Llista conjunta del MUPP-NP i el PS-FA                         |      | . | 2        |
| Llista conjunta del MPD i el PS-FA                             |      | . | 2        |
| Partido Socialista Ecuatoriano-Frente Amplio                   |      | . | 1        |
| Concentración de Fuerzas Populares                             |      | . | 1        |
| Partido de la Libertad                                         |      | . | 1        |
| Movimiento Patria Solidaria                                    |      | . | 1        |
| Movimiento Integración Provincial                              |      | . | 1        |
| Transformación Democrática                                     |      |   | 1        |
| Llista conjunta de la ID i el MIRE                             |      | . | 1        |
| Llista conjunta de la ID i el DP-UDC                           |      | . | 1        |
| Llista conjunta de la ID i el Movimiento Ciudadanos Nuevo País |      | . | 1        |
| Llista conjunta del MUPP-NP i el MCNP                          |      | . | 1        |
| Llista conjunta del DP-UDC, el PS-FA i Alfarismo Nacional      |      | . | 1        |
| Llista conjunta del PSC i la Unión Nacional-UNO                |      | . | 1        |
| Llista conjunta del PSC i l'AN                                 |      | . | 1        |
| Llista conjunta del PSP i el MPD                               |      | . | 1        |
| Total (participació 63,5%)                                     |      |   | 100      |
| Font: diari El Universo                                        |      |   |          |